# گوتو شوجیرو
گُوتُو شُوجیرُو (به ژاپنی: 後藤 象二郎 Gotō Shōjirō) متولد ۱۳ آوریل ۱۸۳۸، مرگ ۴ اوت ۱۸۹۷ میلادی در ولایت توسا، سیاستمدار و وزیر دولت میجی و رهبر جنبش آزادی و حقوق مردم (ژاپن) بود.